# Onomo Hotels
Onomo Hotels est un groupe hôtelier fondé en 2009, présent dans plusieurs villes africaines.

## Histoire
Le groupe Onomo International est créé en 2009 par Philippe Colleu et Christian Mure, avec le support d'hommes d'affaires africains lors d'une première levée de fonds qui finance la construction des trois premiers établissements,. Le groupe Batipart intègre le capital. Sur la base d'une levée de fonds passée de 4 millions d'euros en 2009 à 20 millions d'euros à l'été 2010, l'établissement de Dakar est le premier à ouvrir en 2010, précédant Abidjan en 2011 et Libreville en 2012.
Le groupe Batipart devient actionnaire majoritaire en 2013, Julien Ruggieri suivant le dossier en tant que responsable des activités hôtelières de Batipart. Cédric Guilleminot occupe le poste de directeur général depuis 2013,.
En 2017, le groupe compte six hôtels à la suite de l'acquisition de Inn on the Square au Cap en 2017. Ces hôtels ciblent une classe moyenne émergente en Afrique composée à « 70 % de clients africains et 30 % d’Occidentaux ».
Le 25 avril 2018, le groupe lance la construction de son premier hôtel au Cameroun. En juin 2018, Onomo acquiert le groupe marocain Cantor Hotels, comptant 2 hôtels ouverts et 4 en construction. Avec cette transaction, Onomo compte 12 hôtels dans 9 pays africains. Le 4 octobre 2018, l'Onomo Hôtel Conakry ouvre ses portes à Conakry. 